# Bryum radicale
Bryum radicale là một loài rêu trong họ Bryaceae. Loài này được Rehmann ex Dixon mô tả khoa học đầu tiên năm 1926.